# 三方八面体
三方八面体（さんぽうはちめんたい、英: triakis octahedron）とは、カタランの立体の一種で、切頂六面体の双対多面体である。正八面体の各面の中心を持ち上げ、3つの二等辺三角形に分けたような形をしている。言い替えると、正八面体の各面に正三角錐を貼り付けた形となっている。

## 性質
- 構成面となる二等辺三角形の形状
  - 頂角: 約117.2°
  - 底角: 約31.4°
  - 短い辺 : 長い辺 = {\displaystyle 1:{\begin{matrix}{\frac {2+{\sqrt {2}}\ }{2}}\end{matrix}}}

## 近縁な立体

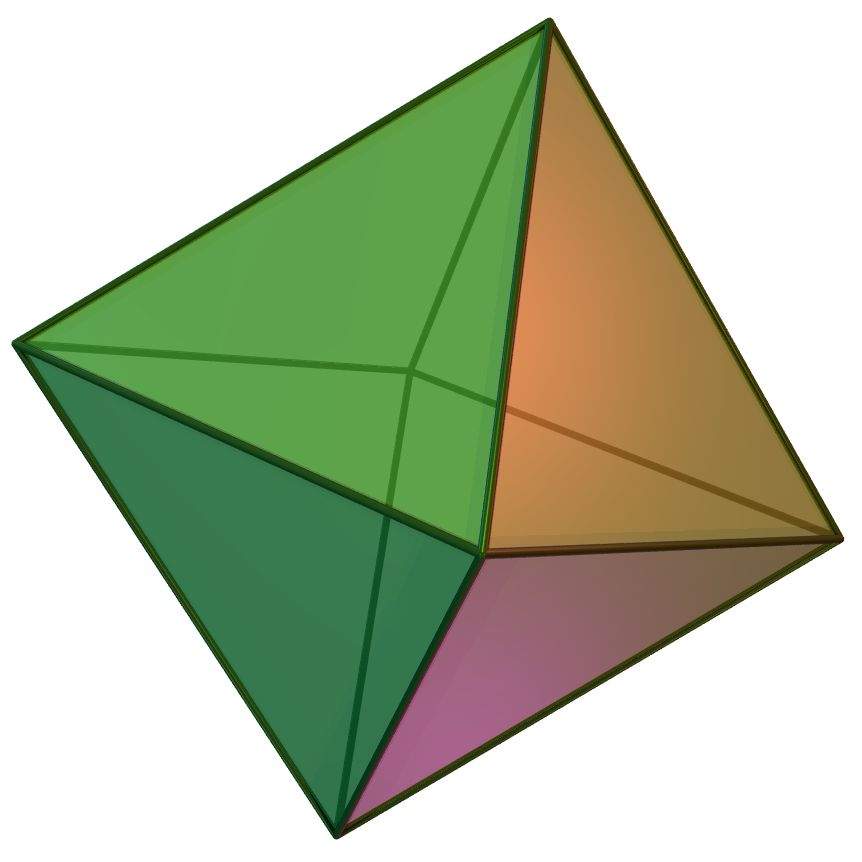
正八面体 （ベースの形）
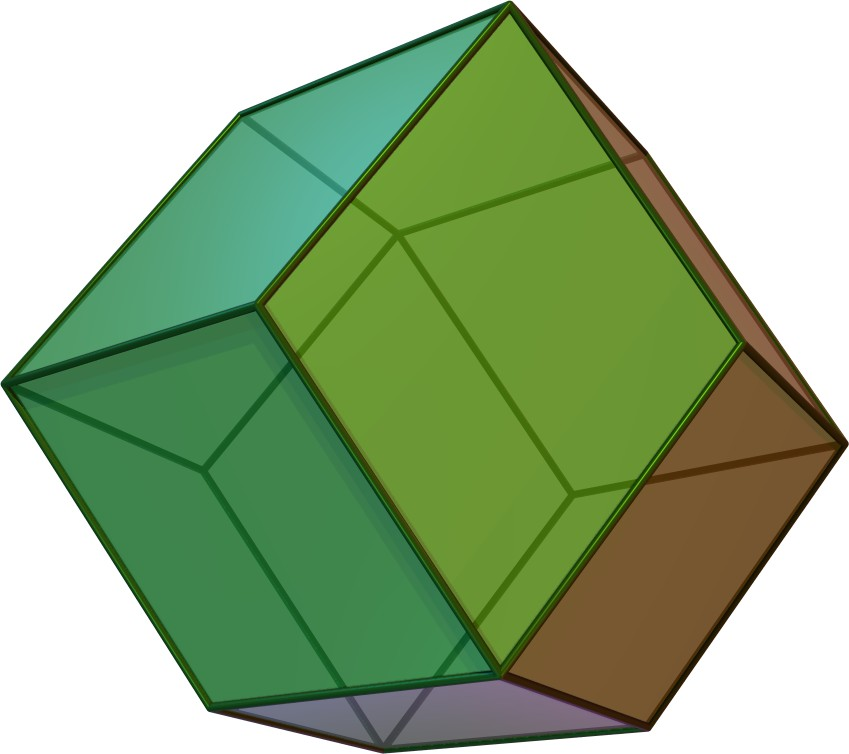
菱形十二面体 （もう少し高く持ち上げる）
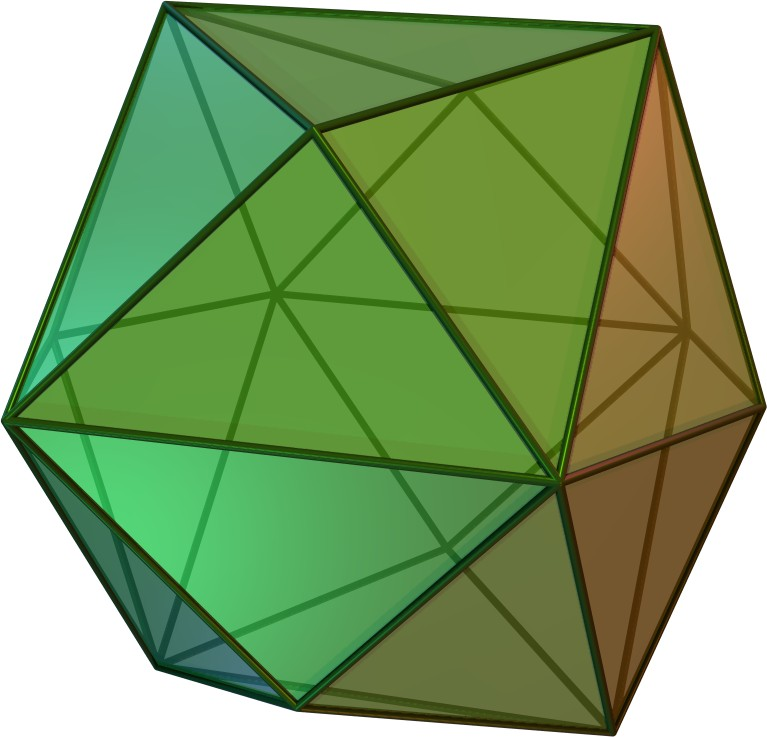
四方六面体 （更に高く持ち上げる）
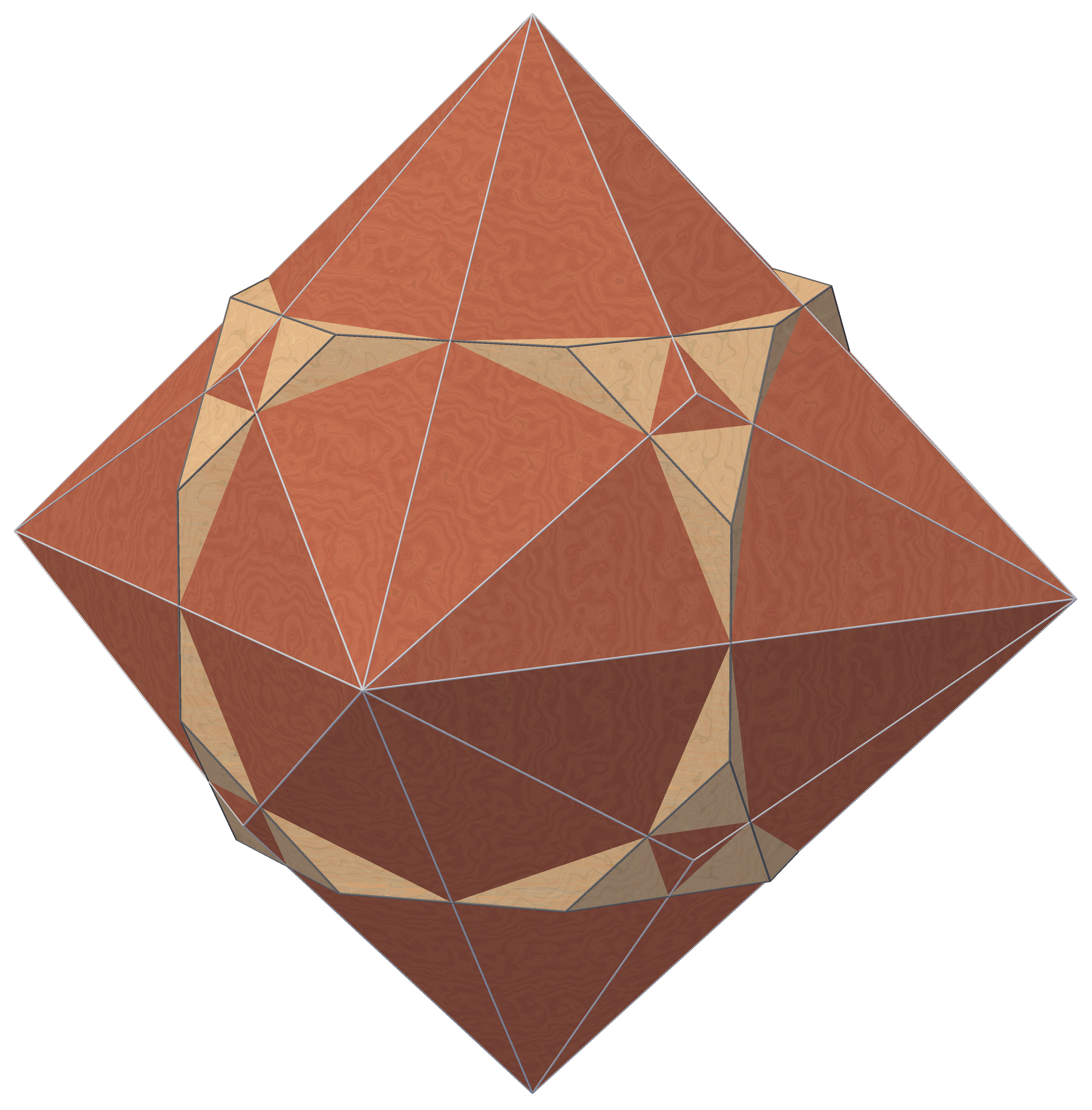
切頂六面体と三方八面体による複合多面体